# Životice u Nového Jičína
Životice u Nového Jičína (en allemand : Seitendorf bei Neutitschein) est une commune du district de Nový Jičín, dans la région de Moravie-Silésie, en République tchèque. Sa population s'élevait à 662 habitants en 2021.

## Géographie
Životice u Nového Jičína se trouve à 5 km au sud-sud-est de Nový Jičín, à 34 km au sud-ouest d'Ostrava et à 266 km à l'est-sud-est de Prague.
La commune est limitée par Nový Jičín au nord-ouest et au nord, par Rybí au nord-est, par Ženklava et Veřovice à l'est, par Mořkov au sud, et par Hodslavice à l'ouest.

## Histoire
La première mention écrite de la localité date de 1411.

## Transports
Par la route, Životice u Nového Jičína se trouve à 6 km de Nový Jičín, à 52 km d'Ostrava et à 338 km de Prague.